# Eridontomerus syrphi
Eridontomerus syrphi is een vliesvleugelig insect uit de familie Torymidae. De wetenschappelijke naam is voor het eerst geldig gepubliceerd in 1859 door Förster.